# Barbara Bogatko
Barbara Bogatko (z domu Bartyńska, ur. 1961, zm. styczeń 2024) – polska aktorka i plastyczka.
Posiada wyższe wykształcenie plastyczne – w 1988 ukończyła Edukację Artystyczną w Zakresie Sztuk Plastycznych w  Wyższej Szkole Pedagogicznej (dzisiejszej Akademii im. Jana Długosza w Częstochowie). W wieku piętnastu lat zagrała główną rolę w filmie Inna, Anny Sokołowskiej. Poświęciła się malarstwu oraz pracy z młodzieżą – pracuje jako nauczycielka w gimnazjum, reżyseruje przedstawienia młodzieżowe, prowadzi różne przedsięwzięcia i akcje artystyczne.

## Filmografia
- 1976: Inna – Danka (główna rola)
- Moje drzewko pomarańczowe – Teatr Telewizji